# Ecdisone
L'ecdisone o ormone della muta è uno steroide appartenente alla categoria degli ecdisteroidi.

## Funzioni
Gli ecdisteroidi sono composti ad azione ormonale che negli Artropodi inducono la sintesi della chitina stimolando la muta e la metamorfosi. L'ecdisone è l'ormone della muta specifico degli Insetti. 
Gli ecdisteroidi svolgono inoltre altre funzioni secondarie negli Artropodi. Ad esempio, negli Insetti l'ecdisone regola la diapausa e, quindi, è alla base dei meccanismi di svernamento delle forme giovanili o adulte. Nei Vertebrati, gli ecdisteroidi svolgono azioni differenti che rientrano nell'ambito generale dell'attività biologica degli steroidi.

## Ecdisone α e β
Esistono due forme di ecdisone, indicate rispettivamente come α-ecdisone e β-ecdisone. La forma α si identifica nell'ecdisone propriamente detto, biologicamente inattivo. Per idrossilazione del carbonio 20, l'α-ecdisone è convertito nella forma attiva β-ecdisone (20-idrossiecdisone). 

## Biosintesi

Differenza fra le strutture dell'α e del β-ecdisone.

Gli insetti non sono in grado di sintetizzare ex novo il nucleo policiclico degli steroidi, perciò devono utilizzare come precursori i composti steroidei acquisiti con l'alimentazione. La fonte primaria degli ecdisteroidi è dunque rappresentata, per i fitofagi, dai fitosteroli presenti nei vegetali e, per gli zoofagi, dal colesterolo presente negli animali.
I siti di sintesi degli ecdisteroidi variano secondo la categoria sistematica. Negli Insetti l'organo principale è rappresentato dalle ghiandole protoraciche, localizzate in genere ventralmente fra il capo e il protorace degli stadi giovanili. L'ecdisone può essere comunque prodotto anche da altri organi a secrezione endocrina, come ad esempio gli enociti, ghiandole unicellulari dislocate nel tegumento, e il tessuto adiposo. 
La biosintesi dell'ecdisone è stimolata dall'ormone cerebrale, prodotto dalle cellule neuricrine della pars intermedia del protocerebro e rilasciato nella sua forma attiva dai corpi faringei. Una volta prodotto, l'ecdisone viene rilasciato nell'emolinfa e giunge ai siti bersaglio, dove viene convertito nella forma β.

## Muta e metamorfosi
L'ecdisone induce sia la muta sia la metamorfosi nel corso dello sviluppo postembrionale. La sua azione è però subordinata a quella della neotenina. Quest'ultimo, detto anche "ormone giovanile", interferisce con l'azione dell'ecdisone impedendone l'effetto induttivo della metamorfosi. In altri termini, in presenza di neotenina, l'ecdisone stimola la muta senza che si abbia la metamorfosi, perciò l'insetto cresce di dimensioni mantenendo la morfologia dello stadio giovanile (larvale o ninfale).

## Applicazioni in fitoiatria
Le conoscenze sui meccanismi ormonali che regolano lo sviluppo degli insetti hanno consentito la realizzazione di insetticidi di nuova generazione che agiscono interferendo con lo sviluppo. Questi insetticidi fanno capo a due categorie fondamentali:
- Regolatori dello sviluppo. Indicati con la sigla IGR (acronimo di Insecticides Growth Regulators), bloccano lo sviluppo dell'insetto giovane impedendone, secondo i casi, la crescita o la metamorfosi.
- Acceleratori della muta. Indicati con la sigla MAC (acronimo di Moulting Accelerating Compounds), provocano una muta prematura.

I regolatori dello sviluppo sono riconducibili a due tipologie funzionali:
- Chitinoinibitori. Agiscono interferendo con la biosintesi dell'ecdisone. Impediscono perciò il riassorbimento della vecchia cuticola e la deposizione della nuova cuticola, bloccando perciò la muta e, di conseguenza, la crescita dell'insetto.
- Juvenoidi. Agiscono interferendo con il rapporto neotenina-ecdisone. Questi insetticidi simulano l'azione della neotenina e impediscono perciò la metamorfosi.

Gli acceleratori della muta hanno un meccanismo d'azione concettualmente opposto a quello dei regolatori dello sviluppo. Infatti svolgono la stessa attività dell'ecdisone e inducono la muta precoce, che ha conseguenze letali nei confronti dell'insetto.

## Fitoecdisteroidi
I fitoecdisteroidi sono composti steroidei di origine vegetale che hanno attività biologica simile a quella dell'ecdisone. Presenti in alcune piante, svolgono un ruolo fondamentale nei meccanismi intrinseci di difesa nei confronti dei fitofagi.